# Landschaftsschutzgebiet Diedersdorfer Heide und Großbeerener Graben

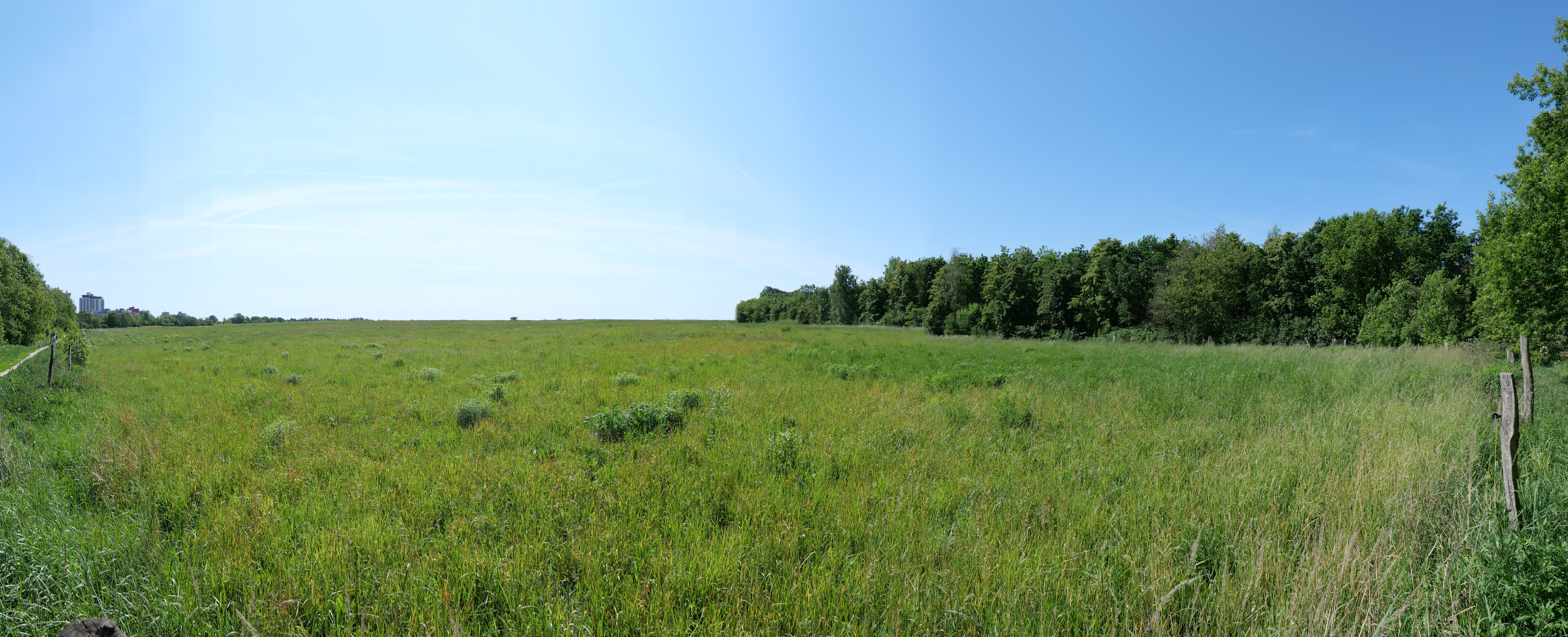
Blick in das Landschaftsschutzgebiet Diedersdorfer Heide und Großbeerener Graben von der Grenze zu Berlin aus. Panorama der Osdorfer Feldflur von Richtung Osten (links, im Hintergrund Gebäude in Berlin-Marienfelde) über Süden (Bildmitte) nach Westen (rechts, Osdorfer Wäldchen).

Das Landschaftsschutzgebiet Diedersdorfer Heide und Großbeerener Graben ist ein knapp 55 Quadratkilometer großes Landschaftsschutzgebiet im Landkreis Teltow-Fläming des Bundeslands Brandenburg südlich von Berlin. Das Gebiet dient überwiegend der Land- und Forstwirtschaft, wird aber auch zu Erholungszwecken genutzt.

## Lage
Das Landschaftsschutzgebiet liegt in der Landschaft Teltow mit den Ortslagen (von Norden nach Süden) Osdorfer Feldflur, Diedersdorfer Heide mit dem Mahlower Seegraben sowie Genshagener Busch und Diedersdorfer Wiesen, die durch den Nuthegraben getrennt sind. Das Schutzgebiet liegt in den Gemarkungen Blankenfelde, Mahlow, Osdorf, Großbeeren, Diedersdorf, Genshagen, Jühnsdorf, Dahlewitz und Rangsdorf.
Von Nordwesten ist es vom Japaneck aus nach Osten durch die Grenze zu Berlin, im Nordosten durch die Ortslagen von Mahlow und Blankenfelde, im Südosten durch die Bahnstrecke Berlin–Dresden, im Süden durch die Bundesautobahn 10, im Südwesten durch den Großbeerener Graben an der Ortslage von Großbeeren und im Westen durch die Bundesstraße 101 bei Großbeeren abgegrenzt.
Im Genshagener Busch befindet sich ein knapp drei Quadratkilometer großes Flora-Fauna-Habitat- und Natura-2000-Gebiet.
Auf Berliner Seite gibt es im Norden  im Bezirk Tempelhof-Schöneberg die beiden Landschaftsschutzgebiete Nachtbucht (LSG-13) und Wäldchen am Königsgraben (LSG-31) sowie den naturnahen Freizeitpark Marienfelde und im Bezirk Steglitz-Zehlendorf das Gelände Parks Range, dessen Widmung als Schutzgebiet Lichterfelde-Süd diskutiert wird.
Im Süden grenzt das Landschaftsschutzgebiet Notte-Niederung an, und südlich der Bundesautobahn 10 liegt das Naturschutzgebiet Rangsdorfer See. Im äußersten Südosten liegt das Naturschutzgebiet Glasowbachniederung (zuvor Ehemaliger Blankenfelder See) im Landschaftsschutzgebiet, das sich nach Norden hin in das Naturschutzgebiet Torfbusch fortsetzt. Östlich der Dahlewitzer Heide liegt das das Naturschutzgebiet Zülowgrabenniederung.

## Schutzzweck
Schutzzwecke sind die Erhaltung und Wiederherstellung der Leistungsfähigkeit des Naturhaushaltes, die Bewahrung der Vielfalt, der Eigenart und der Schönheit der natürlichen sowie durch menschliche Nutzungen geprägten Kulturlandschaft, die Sicherung der Nachhaltigkeit der besonders bedeutsamen Erholungsfunktion für den Einzugsbereich der Agglomeration Berlin sowie die Entwicklung des Gebietes im Hinblick auf eine naturverträgliche und nachhaltige Landnutzung.
Die vorhandenen Gewässer sollen renaturiert, die Uferbereiche zu naturnahen Auenböden entwickelt, die Trockenrasenflächen erhalten und die nachhaltige Nutzung zu Erholungszwecken durch geeignete Maßnahmen ermöglicht werden. Die Kiefernreinbestände sollen in einen Laubmischwald überführt werden.
Die Verwaltung des Schutzgebietes obliegt dem Bundesamt für Naturschutz.

## Flora und Fauna

Im Schutzgebiet aufgenommene Pflanzen
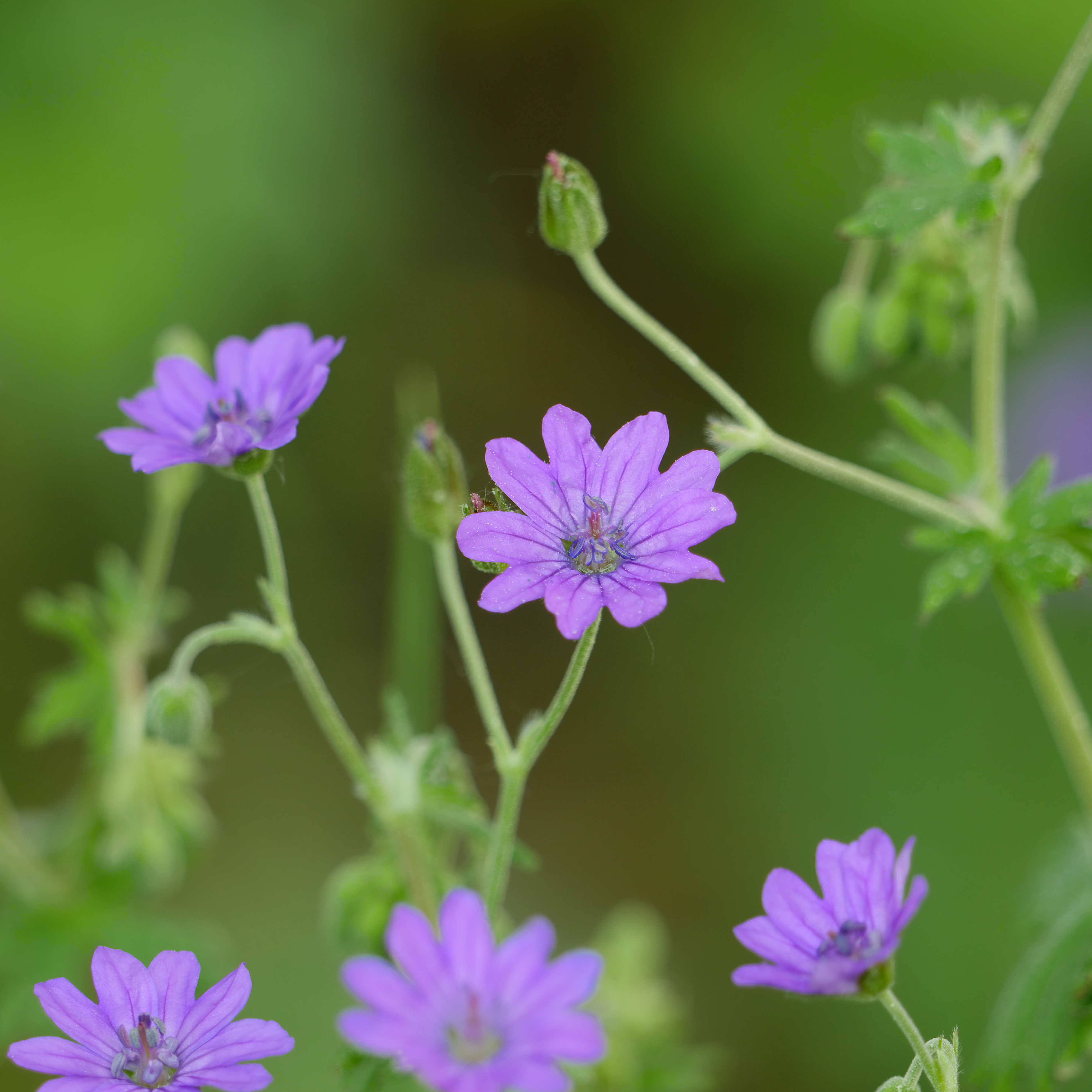
Pyrenäen-Storchschnabel
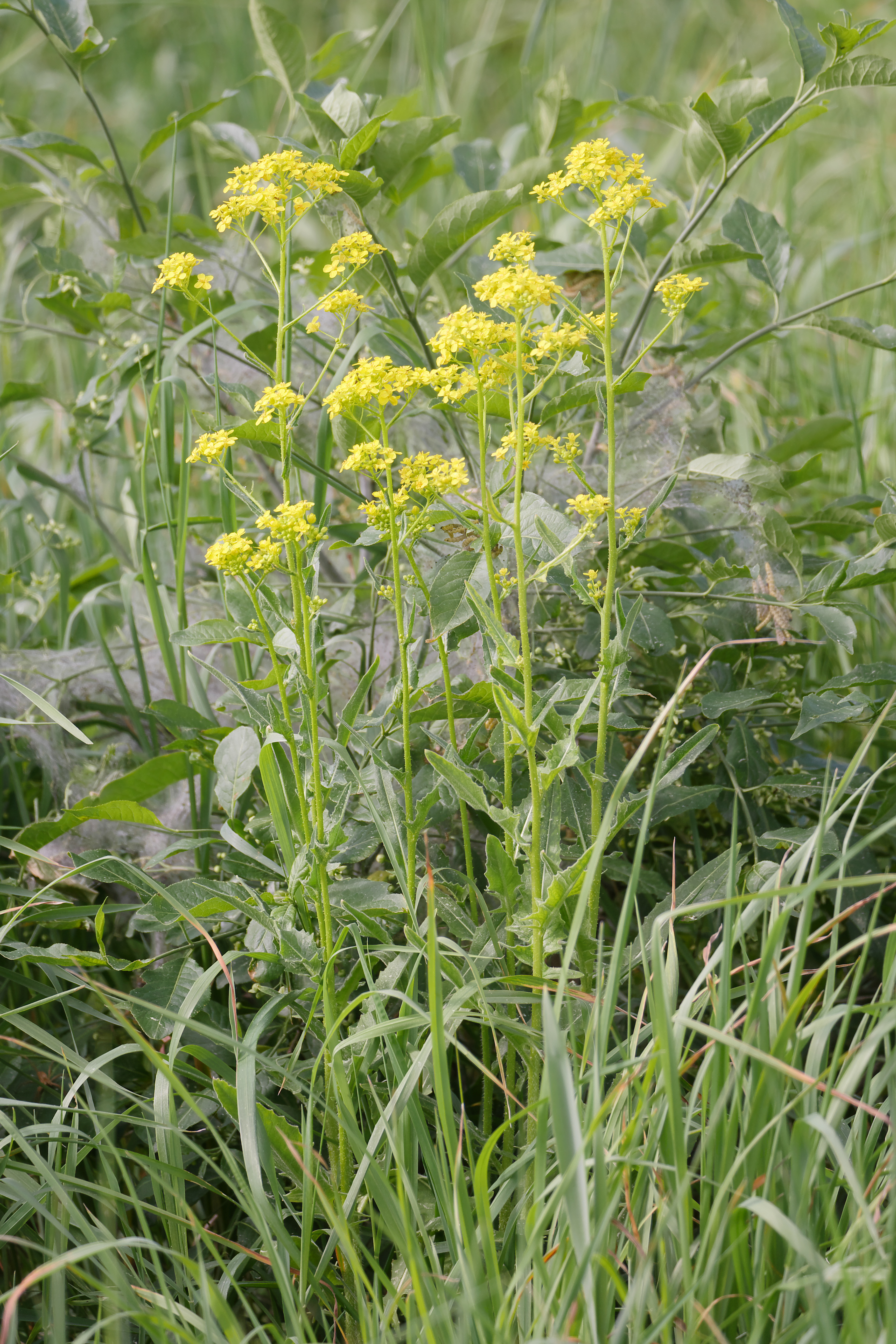
Wilder Raps
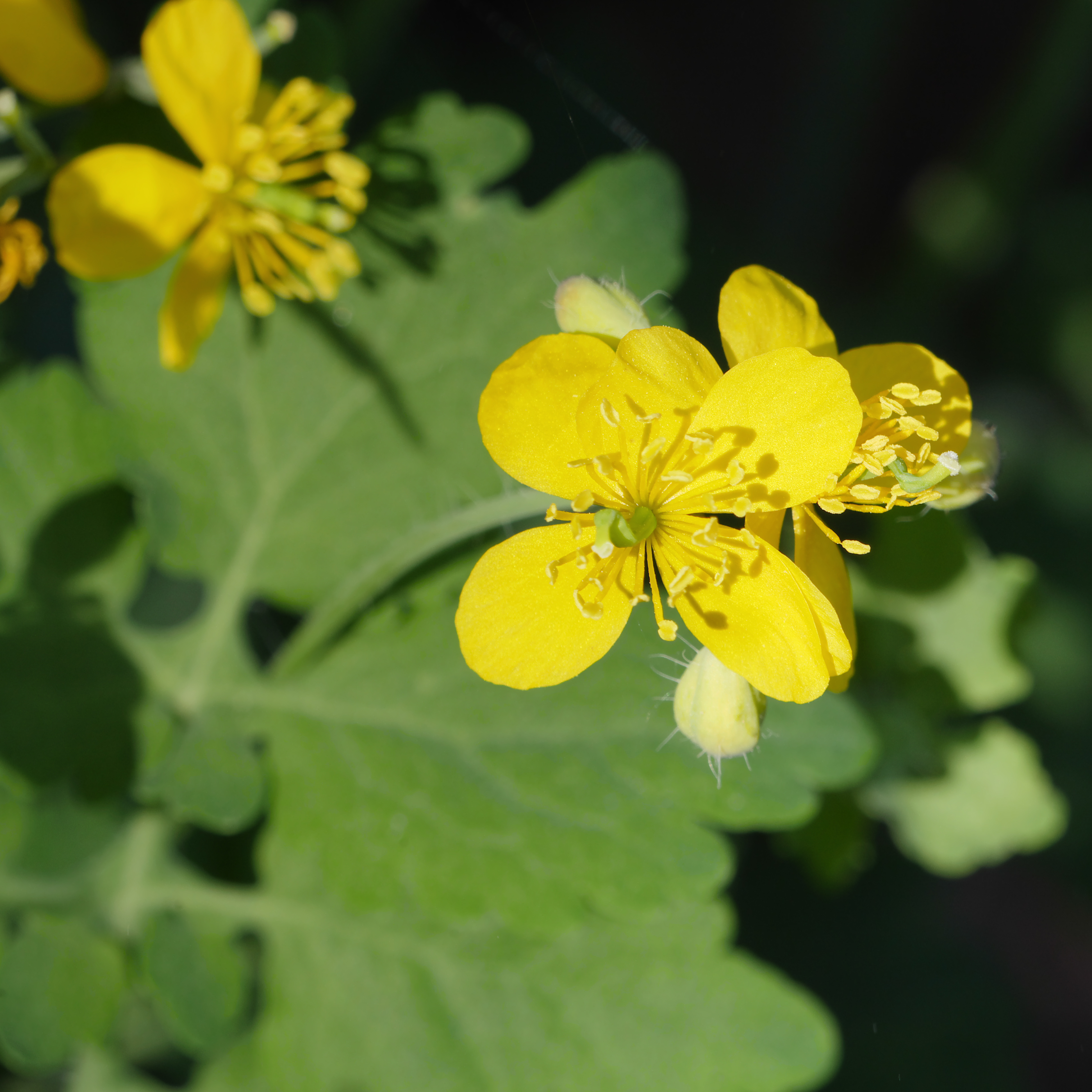
Schöllkraut

Im Schutzgebiet aufgenommene Vögel
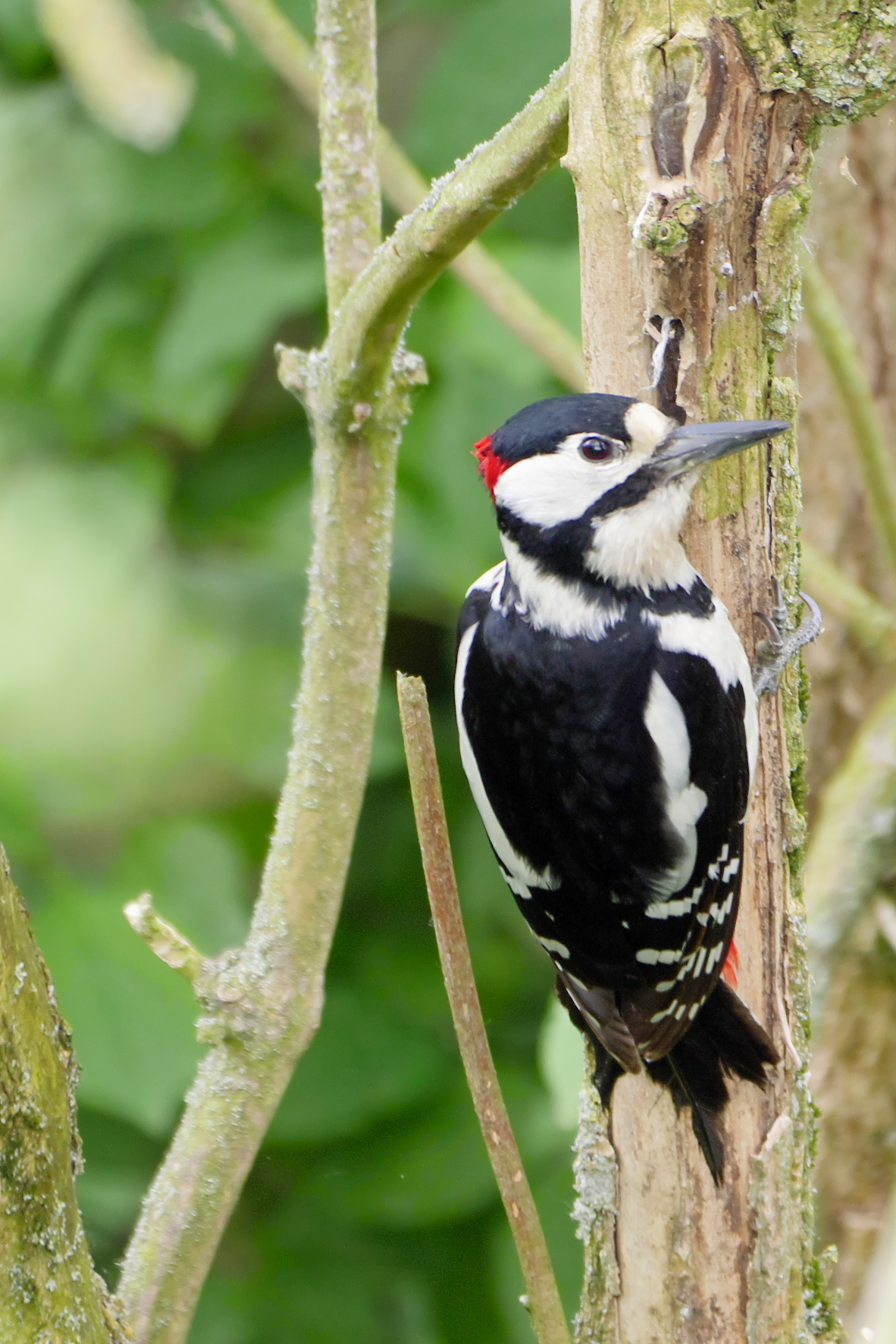
Buntspecht
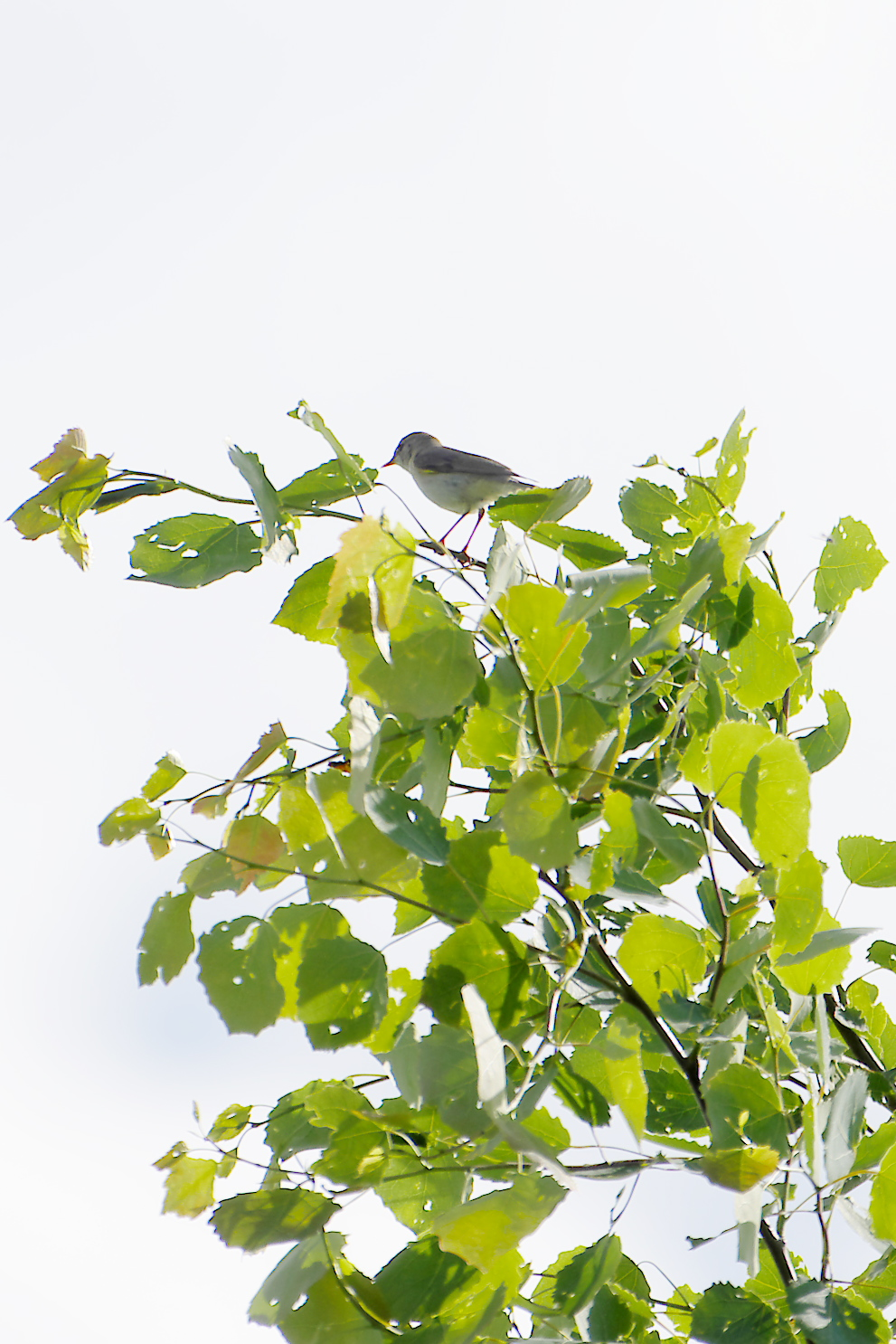
Fitis
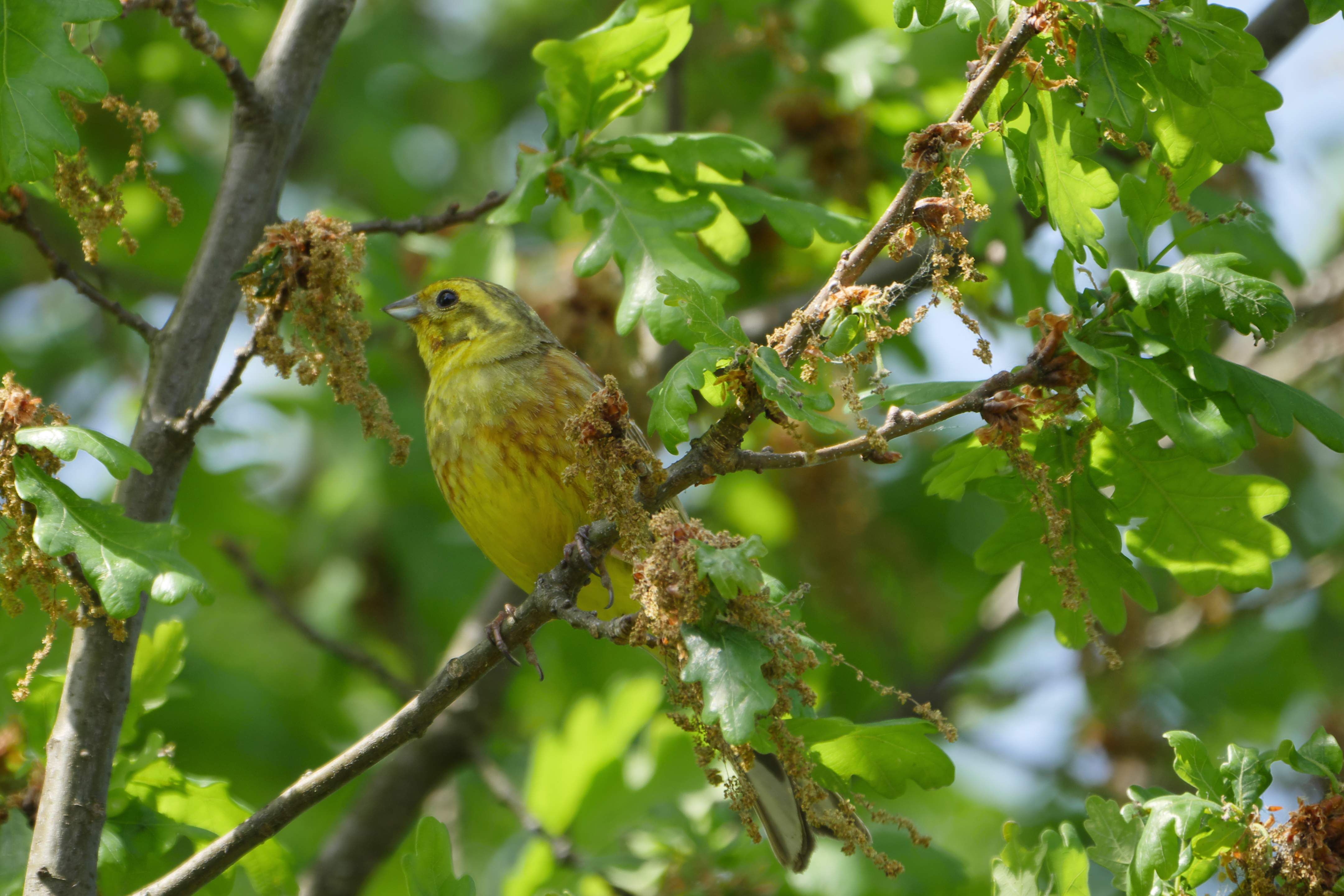
Goldammer
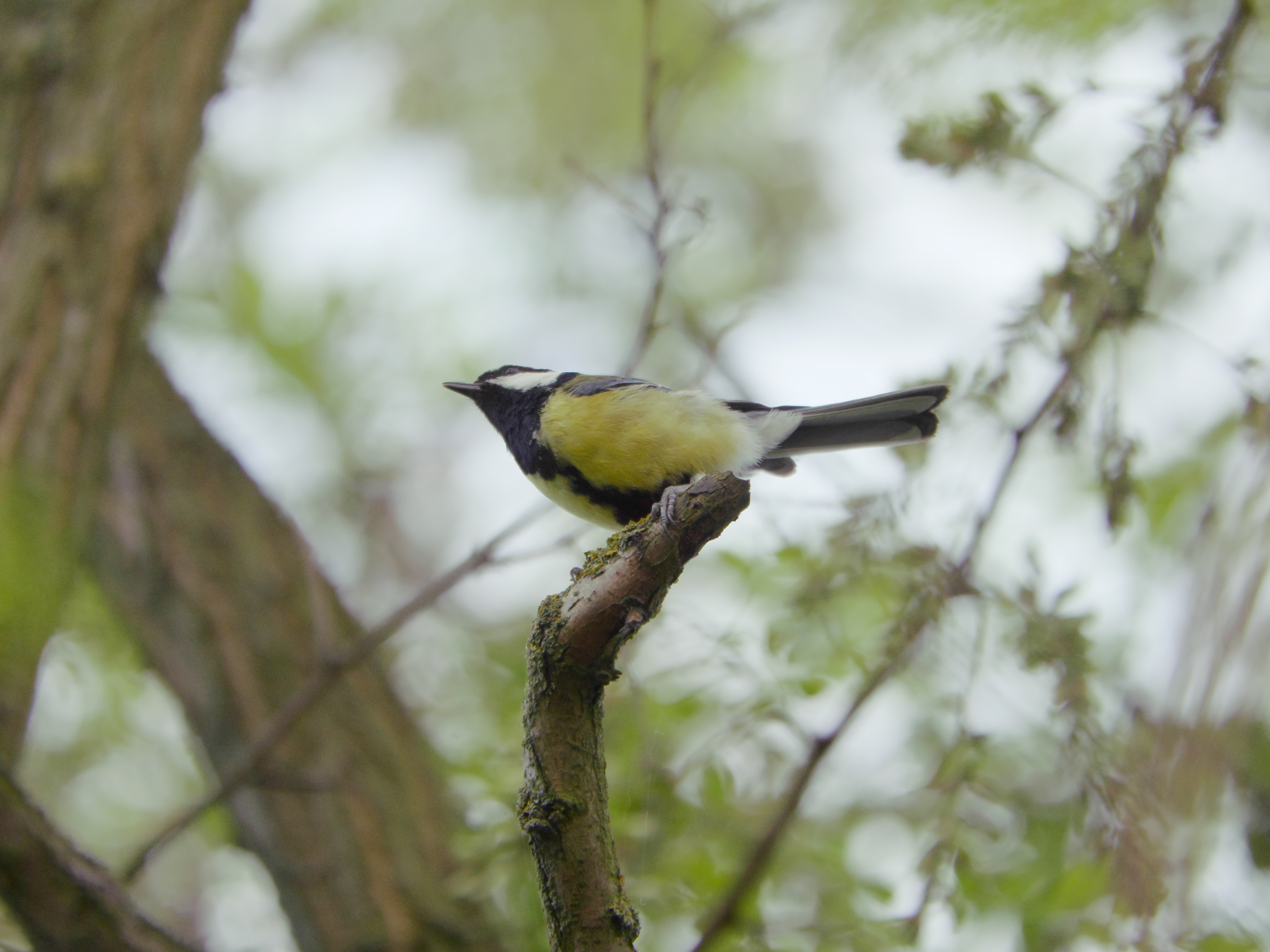
Kohlmeise
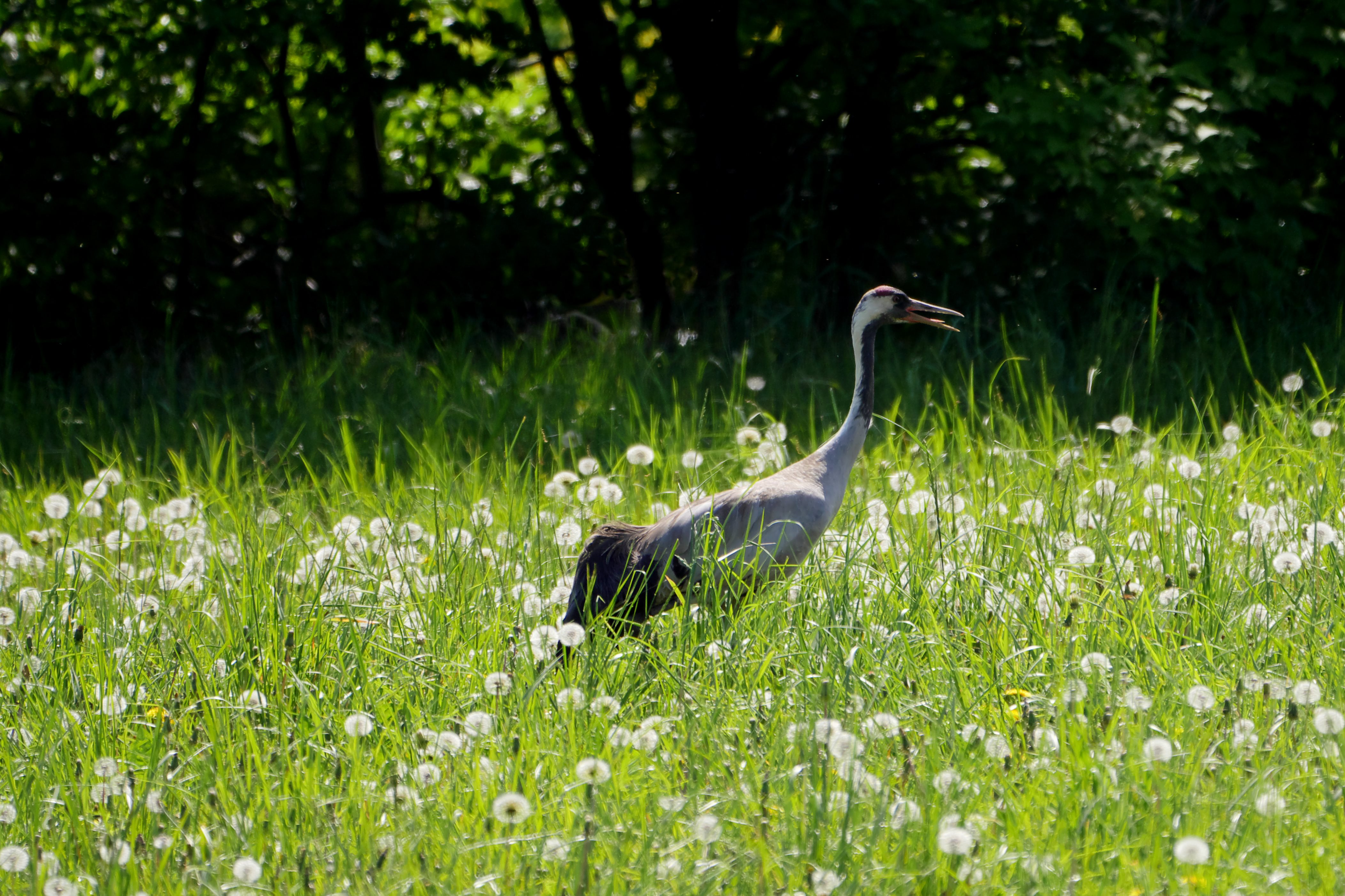
Kranich
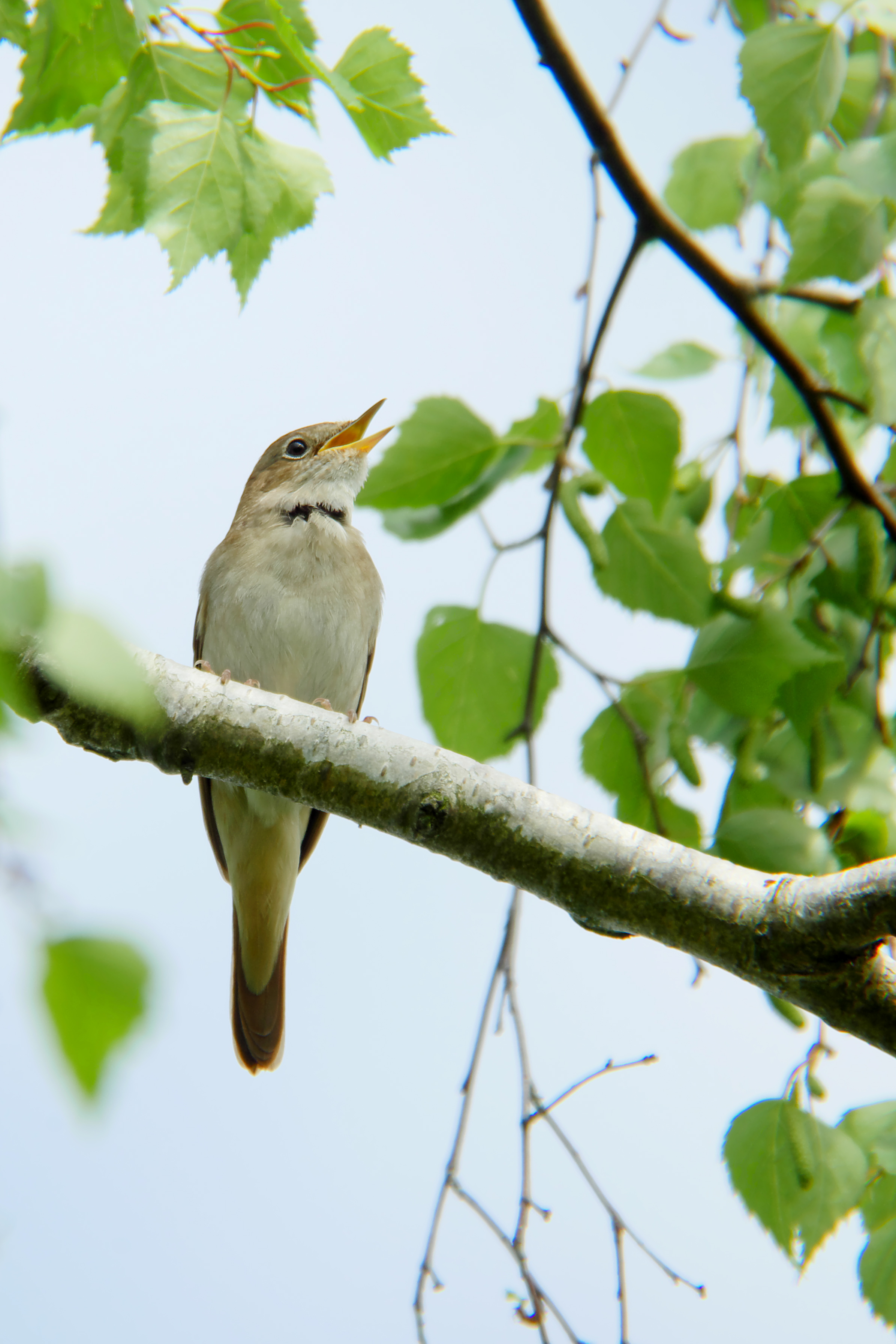
Nachtigall

## Entwicklung
Im 19. Jahrhundert dienten die Gräben im heutigen Schutzgebiet zur Entwässerung der von den Rieselfeldern nicht aufgesogenen Wassermassen in die Nuthe. In den 1960er Jahren wurde im Bereich des Großbeerener Grabens Melioration betrieben.
Nach der Errichtung des Landschaftsschutzgebietes am 27. Februar 1998 wurden durch die Brandenburgische Landesregierung noch mehrere kleinere Veränderungen vorgenommen:
- 10. Januar 2002: Kleinere Flächen wurden aus dem Geltungsbereich des Landschaftsschutzgebietes ausgegliedert.[11]
- 23. Juni 2005: Kleinere Flächen wurden aus dem Geltungsbereich des Landschaftsschutzgebietes ausgegliedert.[12]
- 3. Februar 2014: Die Geltung der Schutzzwecke für Flächen eines Bauleitplans kann aufgehoben werden, falls das für Naturschutz und Landschaftspflege zuständige Ministerium dem zugestimmt hat.[13]

Im Rahmen der Bauarbeiten für die 2010 freigegebene, vierstreifige Ost-West-Verbindungsschnellstraße Landesstraße 76 von Potsdam über Teltow nach Mahlow und weiter nach Schönefeld, die das Landschaftsschutzgebiet komplett teilt, wurde eine Reihe von Maßnahmen ergriffen:
- eine Wildbrücke
- ein Amphibiendurchlass
- Wildschutzzäune entlang der gesamten Trasse
- Aufforstung von zirka 17 Hektar Laubmischwald
- Pflanzung von 400 Laub- und Obstbäumen an Straßen und Wegen
- Bepflanzung von Mittelstreifen und Böschungen mit Sträuchern
- eine Brücke über den Mahlower Seegraben (Bewässerungsüberleiter)
- eine Brücke für einen Wirtschaftsweg
- zwei Kilometer neue Wirtschaftswege für die Land- und Forstwirte im Landschaftsschutzgebiet

## Sonstiges
Der Berliner Mauerweg, der Berliner Nord-Süd-Weg (Nummer 5 der 20 grünen Hauptwege) sowie der Teltower Dörferweg (Nummer 15 der 20 grünen Hauptwege) durchqueren das Landschaftsschutzgebiet an dessen nördlicher Grenze zu Berlin.
Ein Rundwanderweg von Genshagen zum Schloss Diedersdorf führt durch den südlichen Teil des Landschaftsschutzgebietes. Im südöstlichen Teil befindet sich mit dem Natura Trail Genshagener Busch ein weiterer fünf Kilometer langer Rundwanderweg.